# Мунія чагарникова
Му́нія чагарникова (Lonchura kelaarti) — вид горобцеподібних птахів родини астрильдових (Estrildidae). Мешкає в Індії і на Шрі-Ланці.

## Опис

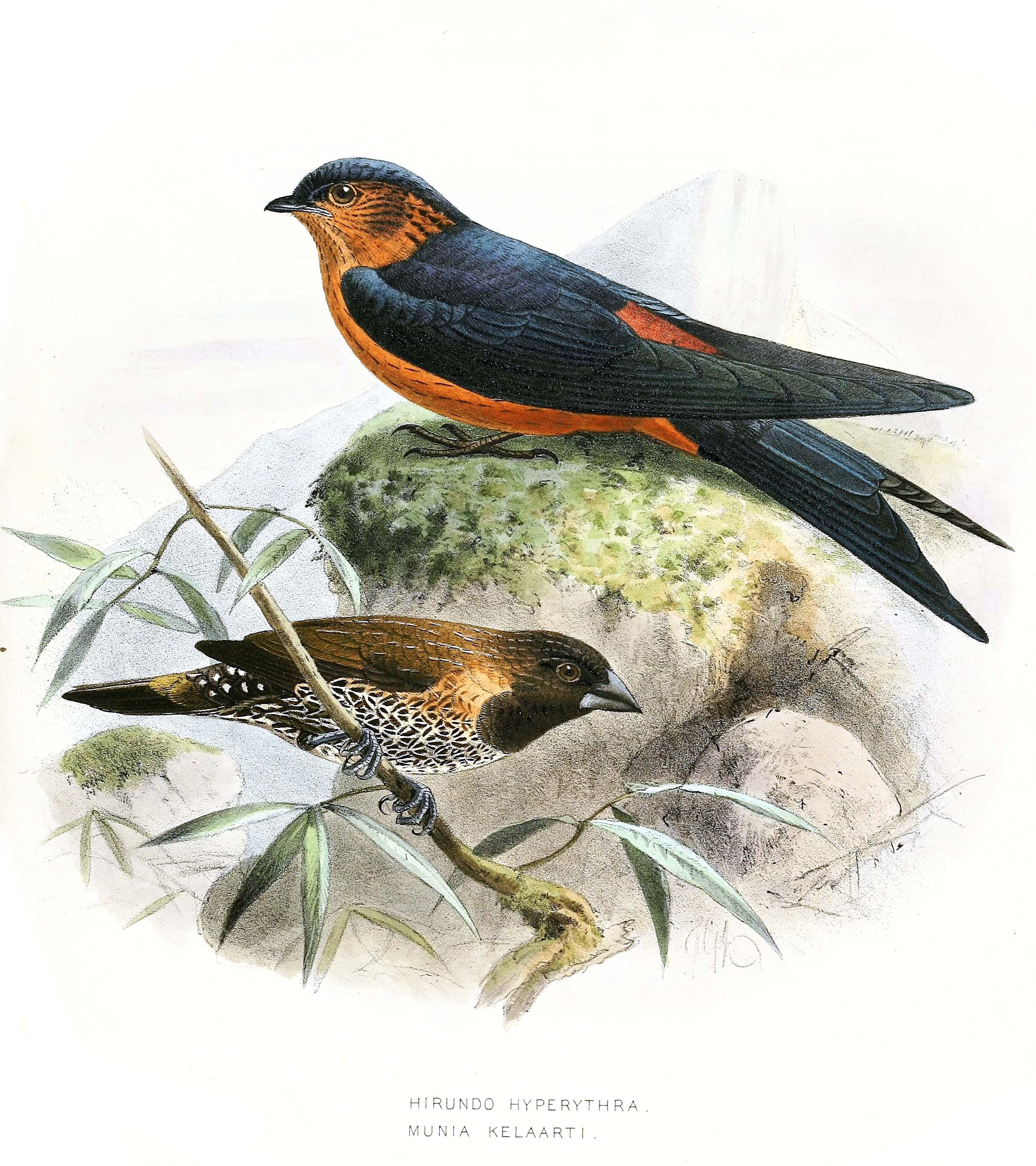
Чагарникова мунія (знизу) і даурська ластівка (зверху)

Довжина птаха становить 12-13 см, вага 14 г. Верхня частина тіла шоколадно-коричнева, пера на ній мають помітні світлі стрижні. Лоб більш темний, надхвістя буре або чорне, в залежності від підвиду. Верхні покривні пера хвоста рудувато-охристі, хвіст чорнувато-коричневий. Обличчя, горло і верхня частина грудей чорні, шия з боків блідо-охриста. Решта нижньої частини тіла рожевувато-коричнева, поцяткована темним лускоподібним візерунком, у представників підвиду L. k. jerdoni коричнювата. Очі карі, дзьоб чорнувато-сірий, лапи темно-сірі. Виду не притаманний статевий диморфізм.

## Підвиди
Виділяють три підвиди:
- L. k. vernayi (Whistler & Kinnear, 1933) — східна Індія (від півдня Одіши до північного сходу Андхра-Прадеша);
- L. k. jerdoni (Hume, 1874) — південно-західна Індія (Західні Гати від Керали до західного Тамілнада), локально в Східних Гатах;
- L. k. kelaarti (Jerdon, 1863) — високогір'я Шрі-Ланки;

## Поширення і екологія
Чагарникові мунії живуть у вологих чагарникових заростях, в рідколіссях, на узліссях, полях і чайних плантаціях. Зустрічаються парами або невеликими зграйками, на Шрі-Ланці на висоті від 600 до 2100 м над рівнем моря, під час негніздового періоду на висоті 200 м над рівнем моря. Живляться насінням трав, іноді також ягодами. Розмножуються протягом всього року, переважно наприкінці сезону дощів. Гніздо кулеподібне, робиться з трави і гілочок, розміщується в дуплах дерев або у високій траві. В кладці від 4 до 6 яєць. Інкубаційний період триває 14 днів. Будують гніздо, насиджують яйця і доглядають за пташенятами і самиці, і самці. Пташенята покидають гніздо через 23 дні після вилуплення, однак батьки продовжують піклуватися про них ще деякий час.